# Ингарешти (Њамц)
Ингарешти (рум. Ingărești) насеље је у Румунији у округу Њамц у општини Урекени. Oпштина се налази на надморској висини од 278 m.

## Становништво
Према подацима из 2002. године у насељу је живело 954 становника, од којих су сви румунске националности.